# Liste der Monuments historiques in Goux-lès-Dambelin
Die Liste der Monuments historiques in Goux-lès-Dambelin führt die Monuments historiques in der französischen Gemeinde Goux-lès-Dambelin auf.

## Liste der Objekte
| Bezeichnung                                                                | Beschreibung                                                                                         | Standort                                     | Kennzeichnung | Schutzstatus | Datum | Bild |
| -------------------------------------------------------------------------- | --- | -------------------------------------------- | ------------- | ------------ | ----- | ---- |
| Hauptaltar                                                                 | Altartisch; Holz, farbig gefasst und vergoldet, 19. Jahrhundert; zugehörig PM25000754 und PM25000755 | in der Kirche Assomption-de-la-Vierge (Lage) | PM25000753    | Classé       | 1985  |      |
| Tabernakel des Hauptaltars                                                 | Holz, farbig gefasst, 19. Jahrhundert                                                                | in der Kirche Assomption-de-la-Vierge (Lage) | PM25000754    | Classé       | 1985  |      |
| Retabel des Hauptaltars                                                    | Holz und Stuck, farbig gefasst und vergoldet, 19. Jahrhundert; zugehörig PM25000756 bis PM25000758   | in der Kirche Assomption-de-la-Vierge (Lage) | PM25000755    | Classé       | 1985  |      |
| Gemälde Mariä Himmelfahrt                                                  | Ölfarbe auf Leinwand, 19. Jahrhundert; nach Nicolas Poussin                                          | in der Kirche Assomption-de-la-Vierge (Lage) | PM25000756    | Classé       | 1985  |      |
| Skulptur Petrus                                                            | Holz, farbig gefasst, 19. Jahrhundert                                                                | in der Kirche Assomption-de-la-Vierge (Lage) | PM25000757    | Classé       | 1985  |      |
| Skulptur Paulus                                                            | Holz, farbig gefasst, 19. Jahrhundert                                                                | in der Kirche Assomption-de-la-Vierge (Lage) | PM25000758    | Classé       | 1985  |      |
| Linker Seitenaltar                                                         | Altartisch; Holz, farbig gefasst, 18. Jahrhundert; zugehörig PM25000760                              | in der Kirche Assomption-de-la-Vierge (Lage) | PM25000759    | Classé       | 1985  |      |
| Retabel des linken Seitenaltars                                            | Holz, farbig gefasst, 18. Jahrhundert; zugehörig PM25000761 und PM25000762                           | in der Kirche Assomption-de-la-Vierge (Lage) | PM25000760    | Classé       | 1985  |      |
| Gemälde Der heilige Simon Stock empfängt den Skapular von der Gottesmutter | Ölfarbe auf Leinwand, 18. Jahrhundert                                                                | in der Kirche Assomption-de-la-Vierge (Lage) | PM25000761    | Classé       | 1985  |      |
| Gemälde Heiliger Josef mit dem Jesuskind                                   | Ölfarbe auf Leinwand, 18. Jahrhundert                                                                | in der Kirche Assomption-de-la-Vierge (Lage) | PM25000762    | Classé       | 1985  |      |
| Rechter Seitenaltar                                                        | Altartisch, Holz, farbig gefasst, 18. Jahrhundert; zugehörig PM25000764                              | in der Kirche Assomption-de-la-Vierge (Lage) | PM25000763    | Classé       | 1985  |      |
| Retabel des rechten Seitenaltars                                           | Holz, farbig gefasst, 18. Jahrhundert; zugehörig PM25000765 und PM25000766                           | in der Kirche Assomption-de-la-Vierge (Lage) | PM25000764    | Classé       | 1985  |      |
| Gemälde Mariä Himmelfahrt                                                  | Ölfarbe auf Leinwand, 18. Jahrhundert                                                                | in der Kirche Assomption-de-la-Vierge (Lage) | PM25000765    | Classé       | 1985  |      |
| Gemälde Heiliger Laurentius                                                | Ölfarbe auf Leinwand, 18. Jahrhundert                                                                | in der Kirche Assomption-de-la-Vierge (Lage) | PM25000766    | Classé       | 1985  |      |